# Jenaae Jackson
Jenaae Jackson (sinh ngày 1 tháng 6 năm 1990) là một nữ hoàng sắc đẹp Jamaica. Cô được trao vương miện Hoa hậu Trái Đất Jamaica 2009 vào tháng 8 năm 2009. Cô là đại diện thứ ba của Jamaica cạnh tranh trong cuộc thi quốc tế, Hoa hậu Trái Đất, kể từ khi nó bắt đầu vào năm 2001. Jackson đại diện cho Jamaica trong Hoa hậu Trái Đất 2009, được tổ chức tại Boracay, Philippines. Cô xếp vị trí Á hậu 1, trong khi hoa hậu là Gina Hargitay trong cuộc thi Hoa hậu Jamaica Thế giới 2013. Jackson đoạt giải Hoa hậu Jamaica Thế giới Vòng thi Nhanh, xếp vị trí cao nhất trong Vòng thi Bãi biển, top 10 trong Vòng thi Thể thao và rời đi với giải thưởng Tông màu da đẹp nhất và Thể hình đẹp nhất.

## Tiểu sử
Jenaae Jackson sinh ra ở Kingston, Jamaica. Cô theo học trường tiểu học ở Jamaica, trước khi di cư cùng gia đình đến Nam Florida.

## Cuộc thi Hoa hậu Caribbean
Vào tháng 12 năm 2005, Jackson đại diện cho Jamaica trong cuộc thi Hoa hậu Teen Florida Caribbean, nơi cô giành được danh hiệu. Trong năm 2007, cô đi đến Quần đảo Virgin (Anh) để cạnh tranh trong cuộc thi Hoa hậu Caribbean Thế giới. Cuối năm đó, cô vào Caribbean Model Search ở Kingston, Jamaica. Cô đã mô hình hóa cho các nhà thiết kế như Richie Rich của Heatherette và các công ty như J. C. Penney.